# Arkansas State University

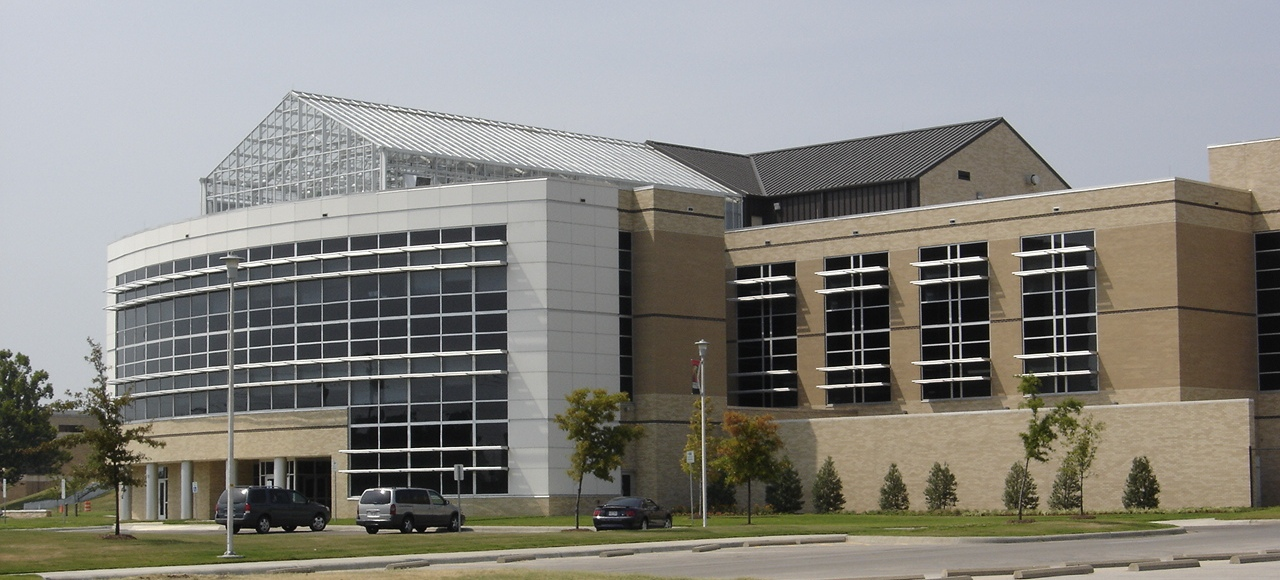
Fakultät Biomolekularwissenschaften

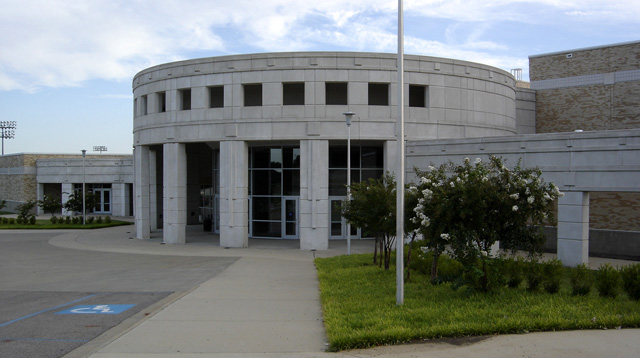
Fowler Center

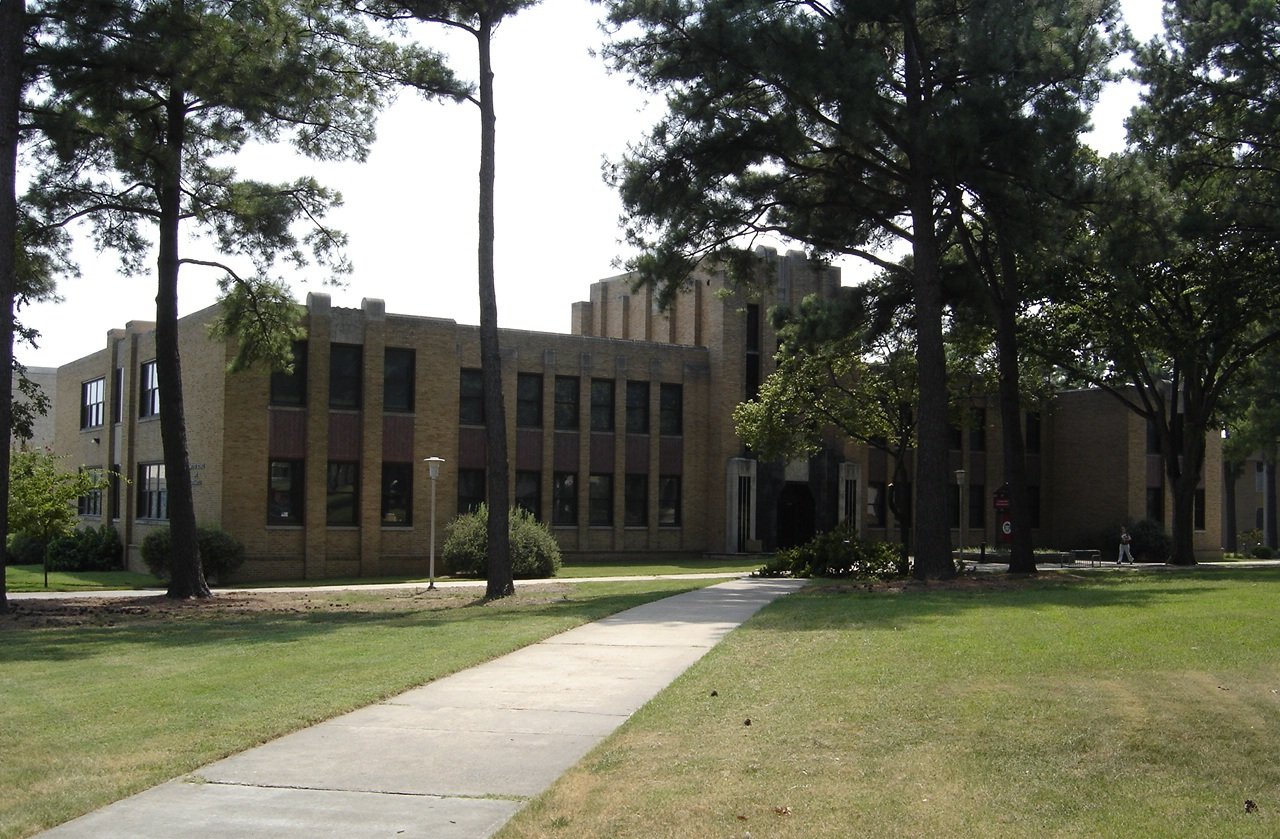
Fakultät Mathematik und Informatik

Die Arkansas State University (auch ASU genannt) ist eine staatliche Universität in Jonesboro im Nordosten des US-Bundesstaates Arkansas. Mit etwa 14.000 Studenten ist sie der wichtigste Standort des Arkansas State University System. 

## Geschichte
Die Arkansas State University wurde am 1. April 1909 als eine regionale Landwirtschaftsschule gegründet. 1925 entstand aus der Lehranstalt das First District Agricultural and Mechanical College (A&M College). 1933 wurde dieses in das Arkansas State College umgewandelt. Seit dem 17. Januar 1967 ist die Hochschule unter ihrem heutigen Namen als Universität staatlich anerkannt.

## Sport
Die Sportmannschaften der Arkansas State University sind die Red Wolves (ehemals Indians). Die Universität ist Mitglied der Sun Belt Conference.